# Faculdade de Medicina da Universidade Agostinho Neto
A Faculdade de Medicina da Universidade Agostinho Neto (FMUAN) é uma escola médica da Universidade Agostinho Neto, com infraestruturas localizadas nas cidades de Talatona, Luanda e Caxito.

## História

### Primórdios
A FMUAN reclama ser a sucessora da Aula de Medicina e Anatomia de Luanda, criada pela Carta Patente de D. Maria I, em 24 de abril de 1789, sob o comando do médico José Pinto de Azeredo, sendo portanto a instituição orgânica mais antiga da Universidade Agostinho Neto. Seu primeiro edifício académico foi a Santa Casa da Misericórdia de Luanda.
Em 1791, as primeiras ministracções didácticas que compunham a "Aula de Medicina e Anatomia de Luanda" começaram após o seu primeiro diretor, o médico e físico-mor de Angola José Pinto de Azeredo, ter proferido o seu discurso inaugural chamado de "Oração de sapiência" no prédio da Santa Casa de Misericórdia. Integravam o corpo docente desta Aula de Medicina, além de Pinto de Azeredo, o médico militar Francisco Xavier de Cayros e o cirurgião Manuel da Cruz.
Durante essa existência inicial, as autoridades coloniais demonstravam um grande desinteresse em seu funcionamento, como se pode observar na carta de 25 de Janeiro de 1792, escrita pelo governador-geral de Angola, Manuel de Almeida e Vasconcelos, na qual ele informava que a Aula de Medicina, Anatomia e Matemática era pouco frequentada.
Em 28 de Novembro de 1794, a Aula de Medicina e Anatomia de Luanda formou seu primeiro aluno, quando ela passou diploma de curso a João Manoel de Abreu, colono português que já tinha efetuado os seus primeiros estudos de Farmácia em Portugal, atuando como boticário naquela cidade. Esta instituição ainda graduou como médicos outros dois colonos portugueses: Guilherme José Pires e Francisco de Carvalho, ambos ajudantes de cirurgia que atuavam em órgãos militares da administração colonial portuguesa em Angola.
O conteúdo do currículo ofertado pela Aula de Medicina e Anatomia de Luanda era composto pelo ensino das disciplinas de Anatomia, Fisiologia, Química, Matéria Médica e Prática de Medicina.
A Aula de Medicina e Anatomia de Luanda será um dos primeiros espaços acadêmicos a propicionar as condições para a produção de um dos pioneiros estudos científicos de medicina tropical do mundo, ainda no século XVIII, quando o seu professor José Pinto de Azeredo publicou os resultados de sua experiência como médico, pesquisador e docente em 1799, por meio de uma edição fac-similada, por meio do livro "Ensaios sobre algumas enfermidades de Angola".
Em agosto de 1797, houve a primeira mudança no quadro docente deste estabelecimento de ensino com a substituição de Pinto de Azevedo, que havia se mudado para Portugal, pelo médico Joaquim José Marques, que passou a ensinar na referida escola até 1799, quando foi substituído por José Maria Bontempo.
Em 29 de dezembro de 1836 a Aula de Medicina passou a denominar-se Escola Médico-Cirúrgica de Luanda e, em 2 de abril de 1845, alterou-se finalmente a denominação para Instituto Prático de Medicina da África Ocidental Portuguesa.
No dia 11 de dezembro de 1851, um relatório ministerial encarecia o valor da iniciativa, apontava as dificuldades e as deficiências, distinguia a Escola Médica de Goa como a única que tinha obtido resultados aceitáveis e, por fim, em vez de propôr soluções, o decreto que encerrava aquele documento extinguia algumas dessas escolas e entre elas a de Luanda. Assim acabou uma experiência que durou mais de sessenta anos.

### Restauração
No retomar do ensino universitário em Angola, institucionalizando em Angola no ano de 1962, pelo decreto-lei 44530, de 21 de agosto, os Estudos Gerais Universitários de Angola (EGUA) inicialmente não tinham uma faculdade de medicina. Somente em 1963 a faculdade foi retomada, com a designação de Curso Médico-Cirúrgico dos Estudos Gerais Universitários de Angola.

### Pós-independência
De acordo com os médicos e pesquisadores Guilherme Bugalho Gomes, Mário Fresta, e Victor Kajibanga, a partir da independência angolana, a história da Faculdade de Medicina da UAN pode ser dividida em 3 períodos:
- 1º período (1975-1977);
- 1º período (1978-1992);
- 3º período (1993-atualmente).

#### Primeiro período (1975-1977)
Neste primeiro momento da Faculdade de Medicina, após a independência, foi marcada como um período de transição em que a estrutura administrativa desta instituição era composta por órgãos colegiais que buscavam reproduzir os anseios de democratização despertados pela luta contra a colonização lusitana. Esta estrutura era formada por uma Comissão diretiva, pelo Conselho científico-pedagógico, por 5 departamentos de ensino e pela Comissão pedagógica.
Quase um ano passado sobre a data da independência nacional, em 28 de setembro de 1976, o então Ministro da Educação António Jacinto assina a Portaria 77-A/76 que transforma a Universidade de Luanda em Universidade de Angola, onde se extinguem nesta universidade os cursos, como o Curso Médico-Cirúrgico, e passam a denominar-se Faculdades. Assim, surge pela primeira vez a designação de Faculdade de Medicina.

#### Segundo período (1978-1992)
Neste segundo período, a Faculdade de Medicina da UAN era gerida por um modelo burocrático-centralizado, no qual a influência do poder político exercido pelo Presidente da República era notória, tanto na  nomeação dos órgãos, como em todo o funcionamento da FM-UAN.
Nessa época foi criado o cargo de Diretor da Faculdade de Medicina, o qual atuava como uma liderança autocrática, pois ele se tornou o responsável por tomar todas as decisões sobre a gestão institucional desta unidade.
Até o ano de 1981, a Faculdade de Medicina da Universidade de Angola situada em Luanda foi o único estabelecimento de ensino médico existente em todo território angolano, situação que mudou neste ano com a criação de um curso de medicina na cidade de Huambo. Porém, este curso ficou durante toda a década de 1980 sob tutela da Faculdade de Medicina situada em Luanda.
A denominação de Faculdade de Medicina da Universidade Agostinho Neto decorreu da Resolução 1/85 do CDS, publicada em Diário da República 9 - 1ª Série em 28 de janeiro de 1985.
Em 1991, a Faculdade de Medicina da Universidade Agostinho Neto em Luanda deixa de tutelar o curso de Huambo, a qual passa a atuar como uma unidade autónoma, porém, com seus diplomas sendo expedidos pela Universidade Agostinho Neto até o ano de 2000.
Nesta época, houve grandes conflitos entre os académicos e os dirigentes da Faculdade, que eram nomeados pelo MPLA, que se confundia com o próprio estado angolano. Estas tensões culminaram na primeira grande crise institucional registada no ano de 1990, a qual levou à destituição da direção do período e ao recurso à uma Comissão Directiva Provisória da FM-UNA. Esta comissão durou um ano, quando em 1991, ocorreu a normalização funcional da Faculdade.

#### Terceiro período (1993-atual)
Neste terceiro período de sua história contemporânea, a FM-UAN passou a adoptar um  modelo  burocrático-colegial, caracterizado uma maior democratização das instâncias administrativas por meio da realização de eleições para os seus órgãos diretivos e, também, pela participação ativa de seus intervenientes (professores, funcionários administrativos e estudantes) na vida da instituição.
A Faculdade de Medicina será pioneira nessas medidas de democratização administrativa dentro da comunidade universitária da Universidade Agostinho Neto ao realizar em 1993 a primeira eleição para Diretor da Faculdade, medida que irá prosseguir pelos anos seguintes constituindo uma tradição dentro desta unidade.
Em 7 de novembro de 2003, durante a gestão de Cristóvão F. C. Simões, então Diretor da FMUAN, foi criado o "Centro de Estudos Avançados em Educação e Formação Médica" (CEDUMED) no referido estabelecimento de ensino com o objetivo de qualificar o ensino médico oferecido pela instituição. Este estabelecimento foi sob a direcção do professor Mário Fresta.
Em meados de 2004 surgiram os primeiros reflexos do CEDUMED com a oferta de seu primeiro curso de segundo ciclo: o mestrado em educação médica, que se tornou o primeiro curso de segundo ciclo voltado para o ensino médio oferecido em solo angolano. Este mestrado ofertado pela FMUAN tinha o propósito de qualificação didática, científica e administrativa do seu próprio quadro docente e, também, de outros médicos que atuavam em Angola.
Foi em meados da década de 2000 que foi criado um dos primeiros periódicos académicos desta Faculdade: a Revista Angolana de Educação Médica (RAEM), quando publicou quatro números experimentais.

## Infraestrutura
As principais estruturas da Faculdade de Medicina estão localizadas, desde 2012, na Cidade Universitária da Universidade Agostinho Neto, na Camama, no município de Talatona. Porém a instituição ainda preserva seus antigos polos de ensino e prática no Hospital Universitário Américo Boavida, no Rangel, e na Maternidade-Escola Lucrécia Paim, na Maianga, ambos em Luanda.
No Caxito a instituição mantém o Centro de Estágios da Faculdade de Medicina, além de manter parcerias com o Centro de Investigação em Saúde de Angola e o Hospital Geral do Bengo para prática de ensino.

## Formação e investigação
A nível de licenciatura a Faculdade oferta:
- Medicina.

A nível de pós-graduação oferta:
- Especialização em Neuropsicologia Clínica;
- Mestrado em Educação Médica;
- Mestrado em Epidemiologia de Campo e Treino Laboratorial;
- Mestrado em Saúde Pública.

A FMUAN ainda mantém a nível de investigação o Centro de Estudos em Educação e Formação Médica (CEDUMED).

## Pessoas notáveis

### Período colonial
- José Pinto de Azeredo (ex-professor) - físico-mor de Angola, médico e pesquisador luso-brasileiro;
- João Manoel de Abreu (ex-aluno) - boticário português, foi o primeiro médico formado por esta instituição luandina em 1794. Atuou como cirurgião-mor em Benguela no século XIX.

### Pós-independência
- Eugénio Manuvakola (ex-aluno) - diplomata e político angolano;
- Nuno Grande (ex-professor) - político e acadêmico luso-angolano;
- Sílvia Lutucuta (ex-aluna) - política angolana;
- Sita Valles  (ex-aluna) - política angolana;
- Zé Van-Dúnem Filósofo (ex-aluno) - político angolano;
- Maria do Rosário Sambo (ex-aluna e professora) - cientista e política angolana.
- Mário Fresta (ex-aluno e professor) - cientista e reitor universitário angolano.
- Albano Vicente Ferreira (ex-aluno e ex-professor) - cientista e reitor universitário angolano.